# Sunshine Building
El Sunshine Building es un edificio histórico de seis pisos en el centro de Albuquerque, la ciudad más pobladad del estado de Nuevo México (Estados Unidos). Fue construido en 1924 por el propietario del teatro local Joseph Barnett y alberga el Sunshine Theatre, así como espacios comerciales y oficinas. Funcionó principalmente como sala de cine hasta los años 1980, aunque también estaba equipado para espectáculos de vodevil y otras actuaciones en vivo. Desde 1990 ha funcionado como un lugar de música en vivo, albergando muchos actos notables. El edificio fue incluido en el Registro de Bienes Culturales del Estado de Nuevo México en 1985 y también es un hito de la ciudad de Albuquerque.
Fue diseñado por la firma El Paso de Trost & Trost y suestructura es hormigón armado con una fachada de ladrillo amarillo. Es de estilo neorrenacentista y era conocido por tener lo que se creía que era el último ascensor operado manualmente en el estado.
Uno de los inquilinos comerciales más antiguos fue FD Fogg and Company, un joyero local que operó allí desde 1948 hasta 1985. La empresa cerró en 2004 tras 83 años en el negocio.
El programa de televisión In Plain Sight filmó el exterior de este lugar, como la oficina ficticia del Servicio de Protección de Testigos de los Alguaciles de Estados Unidos.

## Historia
El Sunshine Building fue construido entre 1923 y 1924 por Joseph Barnett, un hombre de negocios italoestadounidense que llegó a Albuquerque en 1896 y se abrió camino en el negocio de las tabernas y los teatros para convertirse en uno de los mayores propietarios de la ciudad. En los años 1920, Barnett ya era dueño de dos teatros, el B en 200 West Central y el Lyric en 312 West Central, pero planeó uno aún más grande para su nuevo edificio a lo largo de con cinco pisos de oficinas. 
El edificio fue construido en el antiguo emplazamiento del White Elephant Building, una estructura de adobe de dos pisos que data de 1881 y que una vez albergó una popular sala de juegos y un salón. El Sunshine Building fue diseñado por el estudio de arquitectura de El Paso de Trost & Trost, que también diseñó otros inmuebles vecinos como el Rosenwald Building, el Occidental Life Building y el First National Bank Building.
El Sunshine Theatre se inauguró el 1 de mayo de 1924 con la proyección de la película Scaramouche de Ramón Novarro. Con una capacidad para 1200 personas, calefacción y aire acondicionado centralizados y una construcción de hormigón armado ignífugo, fue anunciado como "el teatro más moderno y hermoso del suroeste"  y fue considerado el primer palacio cinematográfico de Albuquerque. El Albuquerque Journal informó que la inauguración fue un "gran éxito" con el teatro lleno a capacidad para múltiples funciones. Estaba equipado tanto para películas como para presentaciones en vivo, incluidos los espectáculos itinerantes de vodevil que fueron populares en la década de 1920. Tenía asimismo 73 salas de oficinas en los pisos superiores y cinco espacios comerciales en la planta baja.
En 1935, Barnett fusionó sus intereses teatrales con los de la familia Bachechi, incluido el Teatro KiMo, que puso a la mayoría de los teatros de Albuquerque bajo la misma propiedad. En 1952, la cadena Albuquerque Exhibitors controlaba 10 teatros locales y tenía 170 empleados. La compañía arrendó sus teatros en 1956 a la cadena Frontier Theaters con sede en Texas, que fue adquirida por Commonwealth Theatres en 1967. Commonwealth decidió no renovar su contrato de arrendamiento en el Sunshine cuando el contrato de arrendamiento original expiró en 1974, citando la falta de clientes, y el teatro dejó de proyectar películas de estreno. Más tarde pasó a películas clásicas de los años treinta y cuarenta, y luego a películas en español.
En 1983, se propuso la demolición del Sunshine Building para construir un lote de 5 ha desarrollo de "Festival Marketplace". Los partidarios del proyecto creían que revitalizaría el área mayoritariamente vacía alrededor de First y Central, mientras que los conservacionistas se opusieron a la demolición y organizaron un comité "Save the Sunshine". El debate se informó en la publicación nacional Preservation News del Fideicomiso Nacional para la Preservación Histórica en 1984. Finalmente, el proyecto fue abandonado. En 1990, el Sunshine Theatre se convirtió en un lugar de música en vivo. Uno de los primeros actos en actuar allí fue Soundgarden (identificado erróneamente como "Sound Garden" en la prensa local) el 14 de febrero de 1990. El teatro sigue siendo uno de los lugares de conciertos de tamaño medio más populares de Albuquerque y continúa presentando música en vivo a partir de 2019.

## Arquitectura

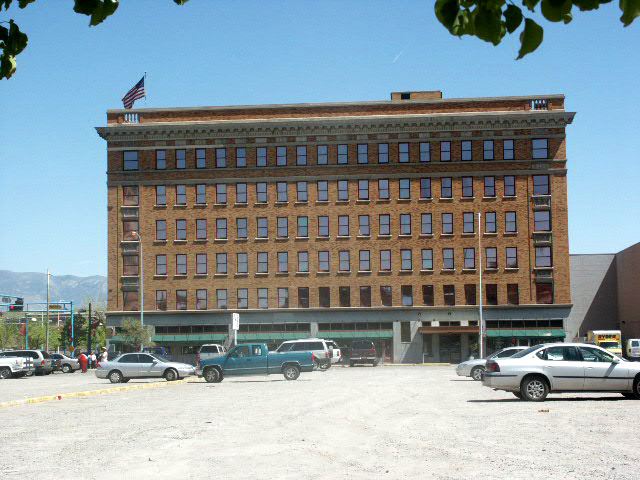
La fachada oeste del Sunshine Building

El Sunshine Building es una estructura de seis pisos con armazón de concreto en la esquina sureste de Second Street y Central Avenue. Mide 26 m altura y tiene una huella de 23 por 43 m. Está revestido con mármol en la planta baja y ladrillo amarillo en los niveles superiores. Es de estilo neorrenacentista, con ladrillos decorativos y pilastras, una cornisa pesada y un parapeto con balaustrada. Está además decorado con guirnaldas, medallones y otros adornos. Al igual que el cercano First National Bank Building, el Sunshine se construyó con paredes en blanco en dos lados para acomodar las estructuras vecinas. En el momento de la controversia del Festival Marketplace de la década de 1980, era la única estructura que quedaba en la cuadra y sus detractores criticaron la pared "no tan hermosa" que saludaba al tráfico que ingresaba al centro de la ciudad. En 2001, el Century Theatres Downtown se construyó junto al Sunshine.
El edificio tiene un espacio comercial en la planta baja y cinco pisos de oficinas alrededor del espacio central del teatro. En su configuración original, el teatro tenía 800 asientos de orquesta y 400 de balcón, aunque la mayoría de los asientos se quitaron cuando se convirtió para uso de música en vivo. El arco del proscenio mide 8 m ancho por 7 m altura, y la tramoya tiene una altura de 16 m desde el escenario hasta la tramoya. Se accede al balcón desde escaleras a ambos lados del teatro, con un entrepiso que contiene baños. La sección de oficinas tiene un vestíbulo de entrada independiente que se abre a Second Street. El edificio se destacó por tener lo que se creía que era el último ascensor operado manualmente en Nuevo México, que fue atendido por operadores de ascensores hasta al menos 1989.

## Teatro Sunshine
El Sunshine Theatre, que ocupa una parte importante del edificio, funcionó como sala de cine desde 1924 hasta la década de 1980 y desde entonces ha sido remodelado para convertirlo en un popular lugar de música en vivo. Ha albergado una serie de actos notables como The Strokes, Snoop Dogg, Deltron 3030, Stone Temple Pilots, The Smashing Pumpkins, Queens of the Stone Age, The Dead Weather, Arctic Monkeys, Modest Mouse, Rancid, Coheed y Cambria., AWOLNATION, Cannibal Corpse, Ratatat, Social Distortion, Pennywise, Hollywood Undead, Deftones, Nightwish, Melanie Martinez, Damian Marley y Deadmau5. 
Su configuración consiste en un piso abierto, un gran balcón y un bar, que en total pueden acomodear a unas 1000 personas. Es el lugar más popular en el área metropolitana de Albuquerque para albergar actos más pequeños pero aún notables, muchos con cinco o más espectáculos en un mes.